# Манучарян, Виктория Робертовна
Викто́рия Робертовна Манучаря́н (3 марта 1994, Ставрополь, Россия) — российская спортсменка, тренер, общественный деятель. 

## Биография
С детства занимается акробатическими танцами. Любовь к танцам Виктории привила её мама Лусине Степанян, которая в молодости занималась спортивной гимнастикой. Лусине Степанян является наставником и тренером Виктории.
В 2008 г. Виктории Манучарян на Европейском Международном конкурсе «Русские сезоны в Париже» было присуждено Гран-при конкурса и награда «Открытие года» за исполнение композиции «Метаморфозы».
В 15 лет (2009 г.) Виктория Манучарян стала бронзовым призёром Всемирной танцевальной олимпиады среди юниоров.
В 2010 году на Всемирной танцевальной олимпиаде по акробатическим танцам Виктория Манучарян стала серебряным призёром среди взрослых. Четырёхкратной чемпионке Виктория проиграла всего один балл.
В 2013 году у неё  родилась дочь Марилу.
В январе 2015 года Виктория основала и возглавила школу танцев Rich Dance в  Ставрополе. Воспитанники школы многократно становились чемпионами различного уровня.
В 2015 г. она стала региональным директором краевого этапа всероссийского фестиваля патриотического искусства и спорта «Вальс Победы».
В 2020 году воспитанница Виктории София Хачикян стала вице-чемпионкой мира по танцам в номинации Fitkid Solo Female Mini с танцем «Восток» 
В 2021 году воспитанницы Виктории Марилу Коро и Алина Осипян стали двукратными чемпионками мира по танцам в номинации Dance Show Сontemporary Duo Mini. Они выступили с авторской постановкой Виктории «Близнецы» и получили награду за 2020 год.  
Онлайн Чемпионат мира по танцам в Испании в 2021 году принес воспитанницам Виктории награды:
Марилу Коро выступила в номинации Free Dance Solo Female Mini и взяла 2 место с танцем «Свеча памяти». 
София Хачикян выступила в номинации Solo Female Mini и получила 2 место с танцем «Слеза».
Марилу Коро и София Хачикян выступили в номинации Fitkid Duo Mini с танцем Golden boy и оказались на 2 строчке. 
Алина Осипян и Марилу Коро в номинация Fantasy Duo Mini выступили с зажигательным танцем «Деревенские бабули» и получили бронзу.